# Rouvroy (Pas de Calais)
Rouvroy és un municipi francès situat al departament del Pas de Calais i a la regió dels Alts de França. L'any 2007 tenia 8.905 habitants.

## Demografia

### Població
El 2007 la població de fet de Rouvroy era de 8.905 persones. Hi havia 3.332 famílies de les quals 896 eren unipersonals (288 homes vivint sols i 608 dones vivint soles), 792 parelles sense fills, 1.264 parelles amb fills i 380 famílies monoparentals amb fills.
La població ha evolucionat segons el següent gràfic:
Habitants censats

### Habitatges
El 2007 hi havia 3.494 habitatges, 3.416 eren l'habitatge principal de la família, 3 eren segones residències i 75 estaven desocupats. 3.110 eren cases i 379 eren apartaments. Dels 3.416 habitatges principals, 1.218 estaven ocupats pels seus propietaris, 2.028 estaven llogats i ocupats pels llogaters i 170 estaven cedits a títol gratuït; 15 tenien una cambra, 285 en tenien dues, 538 en tenien tres, 1.133 en tenien quatre i 1.445 en tenien cinc o més. 2.356 habitatges disposaven pel capbaix d'una plaça de pàrquing. A 1.607 habitatges hi havia un automòbil i a 925 n'hi havia dos o més.

### Piràmide de població
La piràmide de població per edats i sexe el 2009 era:
| Homes | Edats   | Dones |
| ----- | ------- | ----- |
| 0     | 95 o +  | 0     |
| 0     | 90 a 94 | 31    |
| 18    | 85 a 89 | 60    |
| 33    | 80 a 84 | 96    |
| 125   | 75 a 79 | 205   |
| 127   | 70 a 74 | 261   |
| 164   | 65 a 69 | 245   |
| 165   | 60 a 64 | 191   |
| 154   | 55 a 59 | 161   |
| 271   | 50 a 54 | 301   |
| 295   | 45 a 49 | 352   |
| 379   | 40 a 44 | 320   |
| 329   | 35 a 39 | 285   |
| 313   | 30 a 34 | 315   |
| 279   | 25 a 29 | 311   |
| 342   | 20 a 24 | 267   |
| 394   | 15 a 19 | 393   |
| 418   | 10 a 14 | 404   |
| 343   | 5 a 9   | 329   |
| 247   | 0 a 4   | 218   |

## Economia
El 2007 la població en edat de treballar era de 5.784 persones, 3.632 eren actives i 2.152 eren inactives. De les 3.632 persones actives 2.904 estaven ocupades (1.754 homes i 1.150 dones) i 728 estaven aturades (339 homes i 389 dones). De les 2.152 persones inactives 413 estaven jubilades, 644 estaven estudiant i 1.095 estaven classificades com a «altres inactius».

### Ingressos
El 2009 a Rouvroy hi havia 3.376 unitats fiscals que integraven 8.845 persones, la mediana anual d'ingressos fiscals per persona era de 13.063,5 €.

### Activitats econòmiques
Dels 154 establiments que hi havia el 2007, 4 eren d'empreses alimentàries, 3 d'empreses de fabricació d'altres productes industrials, 24 d'empreses de construcció, 33 d'empreses de comerç i reparació d'automòbils, 9 d'empreses de transport, 10 d'empreses d'hostatgeria i restauració, 3 d'empreses financeres, 4 d'empreses immobiliàries, 10 d'empreses de serveis, 37 d'entitats de l'administració pública i 17 d'empreses classificades com a «altres activitats de serveis».
Dels 50 establiments de servei als particulars que hi havia el 2009, 1 era una comissaria de policia, 1 oficina d'administració d'Hisenda pública, 1 oficina de correu, 1 una oficina bancària, 3 funeràries, 2 tallers de reparació d'automòbils i de material agrícola, 1 autoescola, 4 paletes, 3 guixaires pintors, 4 fusteries, 7 lampisteries, 2 electricistes, 2 empreses de construcció, 11 perruqueries, 3 restaurants, 1 agència immobiliària, 1 tintoreria i 2 salons de bellesa.
Dels 14 establiments comercials que hi havia el 2009, 3 eren supermercats, 2 botiges de menys de 120 m², 3 fleques, 1 una fleca, 1 una peixateria, 1 una llibreria, 1 una botiga d'electrodomèstics i 2 floristeries.
L'any 2000 a Rouvroy hi havia 5 explotacions agrícoles.

## Equipaments sanitaris i escolars
El 2009 hi havia 3 farmàcies i 1 ambulància.
El 2009 hi havia 2 escoles maternals i 4 escoles elementals. Rouvroy disposava d'un col·legi d'educació secundària amb 568 alumnes.

## Poblacions més properes
El següent diagrama mostra les poblacions més properes.